# Oldair Barchi
Oldair Barchi (ur. 1 lipca 1939 w São Paulo, zm. 31 października 2014) – brazylijski piłkarz, występujący na pozycji defensywnego pomocnika.

## Kariera klubowa
Karierę piłkarską Oldair Barchi rozpoczął w SE Palmeiras w 1958. Z Palmeiras zdobył mistrzostwo stanu São Paulo – Campeonato Paulista w 1959. W latach 1960–1965 był zawodnikiem Fluminense FC. Z Fluminense zdobył mistrzostwo stanu Rio de Janeiro – Campeonato Carioca w 1964. W latach 1965–1967 był zawodnikiem innego klubu z Rio – CR Vasco da Gama.
Najdłuższy okres kariery Oldair spędził w Clube Atlético Mineiro. W Atlético Mineiro 8 sierpnia 1971 w zremisowanym 1-1 derbowym meczu z Amériką Belo Horizonte Ivair zadebiutował w lidze brazylijskiej. Z Atlético Mineiro zdobył mistrzostwo Brazylii w 1971 oraz mistrzostwo stanu Minas Gerais – Campeonato Mineiro w 1970. W barwach Galo rozegrał 282 mecze, w których strzelił 61 bramek.
W latach 1973–1974 był zawodnikiem CEUB Brasília. W CEUB wystąpił po raz ostatni w lidze 10 marca 1974 w przegranym 1-2 meczu z Corinthians Paulista. Ogółem w lidze brazylijskiej rozegrał 59 spotkań, w których strzelił 9 bramek. Karierę zakończył w ESAB Contagem w 1974 roku.

## Kariera reprezentacyjna
W reprezentacji Brazylii Oldair zadebiutował 18 maja 1966 w wygranym 1-0 towarzyskim meczu z reprezentacją Walii. Ostatni raz w reprezentacji wystąpił 7 sierpnia 1968 w wygranym 4-1 towarzyskim meczu z reprezentacją Argentyny.
| Mecze i gole w reprezentacji | Mecze i gole w reprezentacji | Mecze i gole w reprezentacji | Mecze i gole w reprezentacji | Mecze i gole w reprezentacji | Mecze i gole w reprezentacji | Mecze i gole w reprezentacji |
| #                            | Data                         | Miasto                       | Przeciwnik                   | Gol                          | Wynik                        | Rozgrywki                    |
| ---------------------------- | ---------------------------- | ---------------------------- | ---------------------------- | ---------------------------- | ---------------------------- | ---------------------------- |
| 1.                           | 08.06.1966                   | Rio de Janeiro               | Peru                         |                              | 3:1                          | towarzyski                   |
| 2.                           | 07.08.1968                   | Rio de Janeiro               | Argentyna                    |                              | 4:1                          | towarzyski                   |